# 北海道道113号釧路環状線
北海道道113号釧路環状線（ほっかいどうどう113ごう くしろかんじょうせん）は、北海道釧路市内を結ぶ道道（主要地方道）である。途中で、釧路郡釧路町を通る。

## 概要

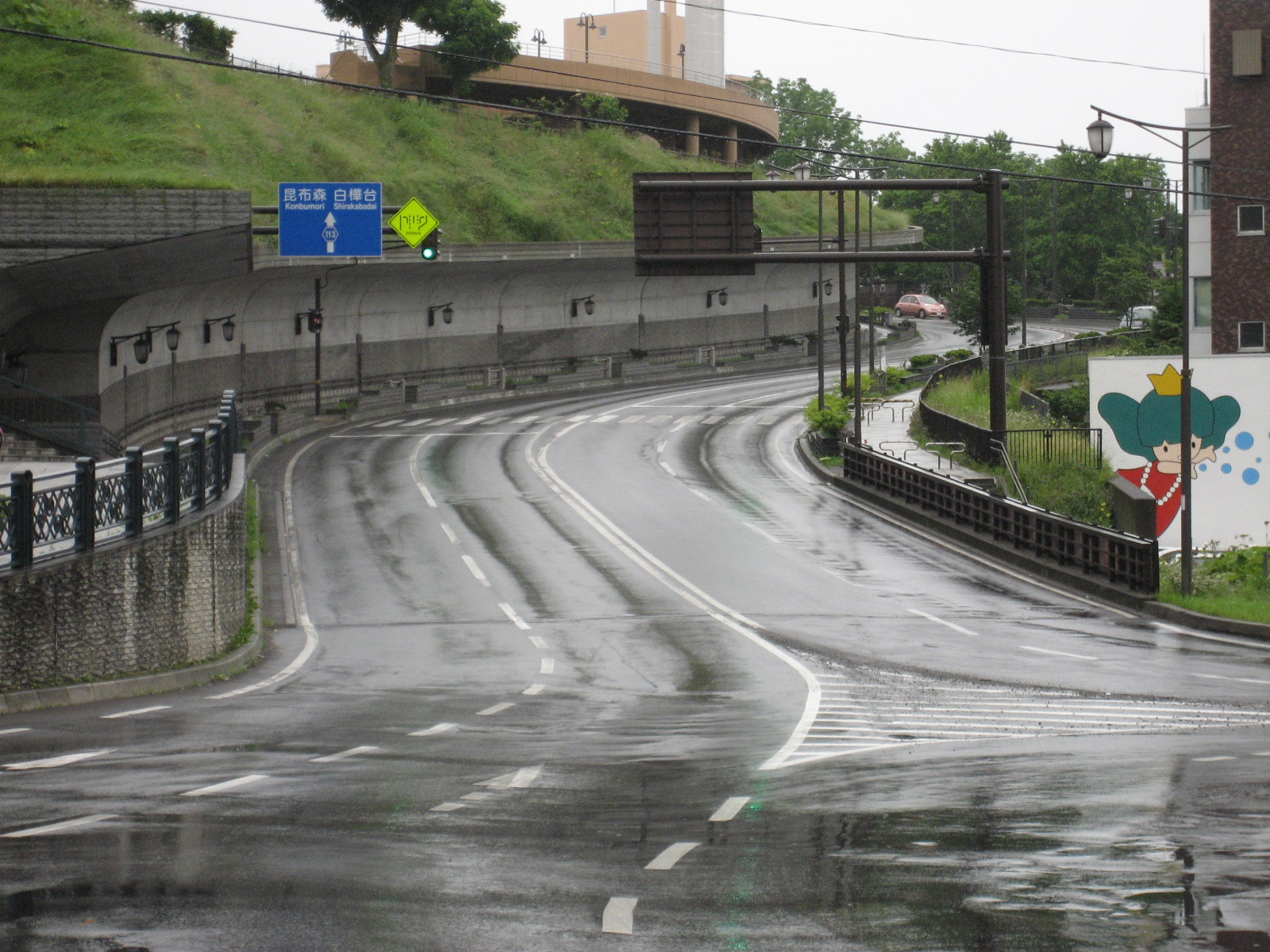
起点の様子

### 路線データ
- 起点：北海道釧路市大川町（国道38号交点、幣舞ロータリー）
- 終点：北海道釧路市鳥取大通9丁目（国道38号交点）
- 総延長：19.810 km
- 実延長：17.905 km
- 重用延長：1.905 km

### 道路管理者
- 釧路総合振興局 釧路建設管理部 事業課
- 釧路総合振興局 釧路建設管理部 厚岸出張所

## 歴史
- 1982年（昭和57年）3月31日 - 1004号として路線認定[1]。
- 1993年（平成5年）5月11日 - 建設省から、道道釧路環状線・道道深山釧路線の一部が釧路環状線として主要地方道に指定される[2]。
- 1994年（平成6年）10月1日 - 路線番号を113号に変更[3]。
- 2011年（平成23年）12月 - 武佐から別保原野の間の新ルート完成に伴い、旧ルートの指定を解除[要出典]。

## 路線状況

### 重複区間
- 北海道道142号根室浜中釧路線（釧路市大川町 - 釧路市桜ケ岡3丁目）
- 国道44号（釧路町字別保原野南25線 - 釧路市入江町）
- 国道38号（釧路市大町 - 釧路市北大通）
- 北海道道148号釧路西インター線（釧路市鶴野 - 釧路市鳥取大通9丁目〈終点〉）

### 道路施設

#### 主な橋梁
- 武佐の森大橋（473 m、武佐川、釧路市武佐）
- 別保跨線橋（18 m、花咲線、釧路市武佐 - 釧路市貝塚）
- さくら橋（89 m、別保川、釧路市貝塚 - 釧路町字別保原野南）
- 鶴見橋（277 m、新釧路川、釧路市愛国西 - 釧路市昭和）
- 平成橋（60 m、仁々志別川、釧路市鶴野）

## 地理

### 通過する自治体
- 釧路総合振興局
  - 釧路市
  - 釧路郡釧路町

### 交差する道路
釧路市
- 国道38号 - 幣舞ロータリー（起点）
- 北海道道25号釧路港線 - 幣舞ロータリー（起点）
- 北海道道142号根室浜中釧路線 - 釧路市桜ヶ岡3丁目（重複）

釧路町
- 国道44号 - 字別保原野南25線
- 国道391号 - 中央2丁目

釧路市
- 国道44号 - 入江町
- 北海道道148号釧路西インター線 - 鶴野
- 北海道道53号釧路鶴居弟子屈線 - 鳥取北10丁目
- 国道38号 - 鳥取大通9丁目（終点）
- 北海道道559号新富士停車場線 - 鳥取大通9丁目（終点）